# Mikroregion Campinas

Mikroregion Campinas

Mikroregion Campinas – mikroregion w brazylijskim stanie São Paulo należący do mezoregionu Campinas.

## Gminy
- Americana
- Campinas
- Cosmópolis
- Elias Fausto
- Holambra
- Hortolândia
- Indaiatuba
- Jaguariúna
- Monte Mor
- Nova Odessa
- Paulínia
- Pedreira
- Santa Bárbara d'Oeste
- Sumaré
- Valinhos
- Vinhedo